# 에토 신페이
에토 신페이(일본어: 江藤新平, 1834년 3월 18일 ~ 1874년 4월 13일)은 메이지 유신 초기에 활약한 사무라이, 정치가이다. 그는 일본의 근대 사법제도의 수립에 기여하였으나, 정한론에 관련된 정쟁에서 패하여, 중앙정부에 반란을 일으켰다가 실패후 체포, 처형되었다. 사가 7현인 중 한사람이다.

## 초기 이력
히젠국 사가번 출신으로 하급 사무라이 집안의 장남으로 태어났다. 어렸을 때는 번교(번의 교육기관)에서 공부하고, 아버지가 직무태만으로 직업을 잃자, 생활이 곤궁하여, 국학자이자 유학자인 에다요시 신요의 사숙에서 공부하였다. 에다요시 아래서 공부하면서 유교와 신토의 존왕 사상에 영향을 받게 되었다.
이후 쇄국 정책을 취하고 있던 일본에 서구열강의 개항 압력이 계속되자, 의견서인 "도해책(圖海策)"을 집필하였다. 또한 훗날의 동지가 되는 오쿠마 시게노부, 소에지마 다네오미, 오키 다카토 등과 교유하였다. 1857년 결혼하고, 번의 서양식 포술과 무역관계를 담당하는 자리에서 일했다.

## 메이지 유신의 지사
1862년 허가 없이 번을 떠나 교토로 가서, 반막부 운동을 벌이는 조슈번의 기도 다카요시와 구게의 아네가코지 긴토모와 접촉하였다. 2개월 후 번에 돌아왔고 번을 떠난 것은 사형에 해당하는 죄였으나 그를 높이 평가한 번주 나베시마 나오마사는 근신처분을 내렸다. 그는 근신중에도 정치활동을 계속하였다.
대정봉환으로 막부가 타도되고 신정부가 수립되자 근신처분에서 번의 업무에 복귀하였고, 번의 사절로서 교토에 파견되었다.
막부의 잔당이 봉기한 보신전쟁이 발발하자, 에토는 신정부로부터 정동대총독부군감(征東大総督府軍監)에 임명되어 참전하였다. 이후 존왕파의 군대가 에도에 무혈입성하자, 공문서 보관소를 접수하였다. 이후 에토는 교토로 돌아와 에도를 도쿄로 개칭할 것을 제언하였다. 이후 막부의 잔당으로 구성된 소기타이(彰義隊)가 신정부에 대해 봉기하자, 에토는 사가에서 배운 서양식 포술을 이용하여 이들을 진압하였다.

## 메이지 정부의 고위 관리
에토는 신정부에서 일하기 시작해서 처음에는 재정에 관한 업무를 보았다. 1870년 고향 사가 번으로 돌아가서 번의 개혁을 실시했는데 다시 중앙의 부름을 받아 이해 11월 태정관중변(太政官中弁)이 되었다. 12월에 괴한의 습격을 받아 부상했다.
1871년 2월에 제도취조전무(制度取調専務)가 되어 국가조직을 정비하는 일에 종사하였다. 그리하여 근대적인 중앙집권국가의 수립과 신분제 타파등을 명시한 법률의 제정에 참여하였다.

## 사법경
1872년 5월 사법성이 설치되자, 에토는 이 기관의 수장인 사법경에 임명되었다. 이곳에서 근대적인 법률을 제정했을 뿐만 아니라, 사법제도의 근대화에 앞장서 신분제 타파, 경찰제도 정비, 사법제도 정비등의 공적을 남겼다.
그는 정부내에서 급진적인 민권론자였고, 정부내의 부정부패에 대해서도 단호하였다. 그리하여 야마가타 아리토모, 이노우에 가오루와 같은 메이지 정부의 실세와 관련된 사건도 그냥 넘기지 않아서, 이 두명은 사퇴할 수밖에 없었다.
그는 서구식의 삼권분립을 추구하여, 행정권과 사법권을 하나로 보는 전통적인 관념의 보수파와 대립하였다. 또한 그가 주도한 근대적인 사법제도의 설치에 드는 비용이 정부재정에 부담을 주어 대장성과도 마찰을 빚었다.

## 하야, 반란과 처형
1873년 메이지 정부의 고위 관리들은 정한론에 관련된 문제로 분열되었고, 이 정쟁에서 패한 정한론자인 사이고 다카모리, 이타가키 다이스케, 고토 쇼지로, 소에지마 다네오미 등은 정부에서 하야하였고 에토도 이들과 함께 퇴진하였다. 다음해 1월 이들은 애국공당(愛国公党)을 결성하여 민선 의회의 결성을 주장하게 된다.
2월 16일 밤, 에토와 애국공당은 규슈에서 반란을 일으켜 사가의 난이 발생하였다. 메이지 정부는 군대를 보내어 이를 진압했다. 에토는 전투에서 패한 후 전장에서 도망쳐서 은신하던 중 체포되었다. 아이러니 하게도 신페이는 사법경 시절 자신이 확립한 사진수배 제도에 의해 체포된 첫 번째 케이스였다. 4월 13일 사형선고를 받고 당일 참수형으로 처형되었다. 머리는 효수되었지만, 이는 에토가 재직시절 금지시킨 것이었다.
1889년 일본제국 헌법의 반포와 함께, 에토 신페이도 사후 사면을 받았다. 그의 묘지는 사가 현에 있다.